# Râteau à foin
Le râteau à foin, simple outil à main, véhicule hippomobile ou appareil tracté, sert à râteler le foin après le fauchage et le fanage, c'est-à-dire à le rassembler en petits tas, meulons ou andains.

Outil à main
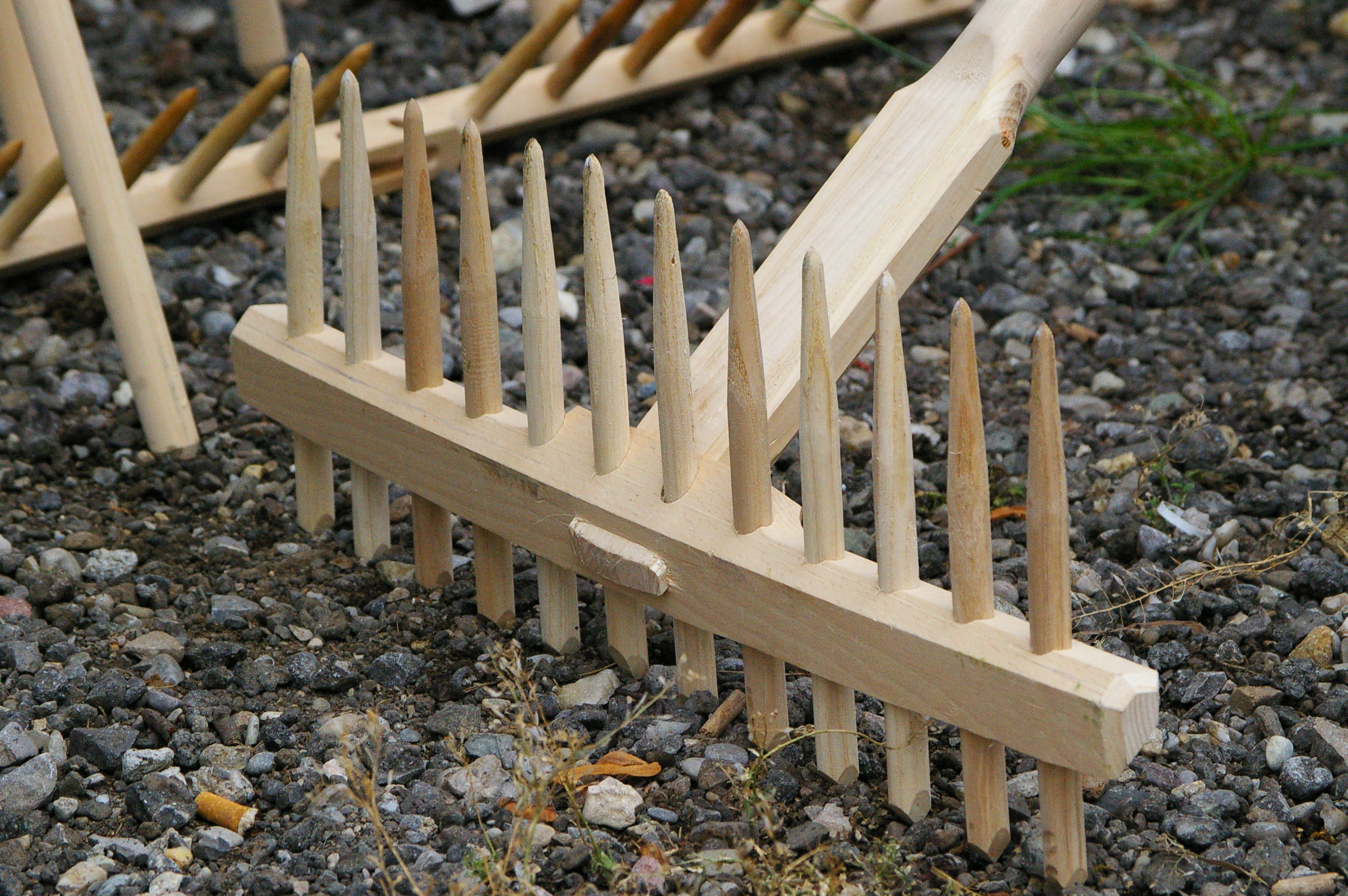
Râteau à foin
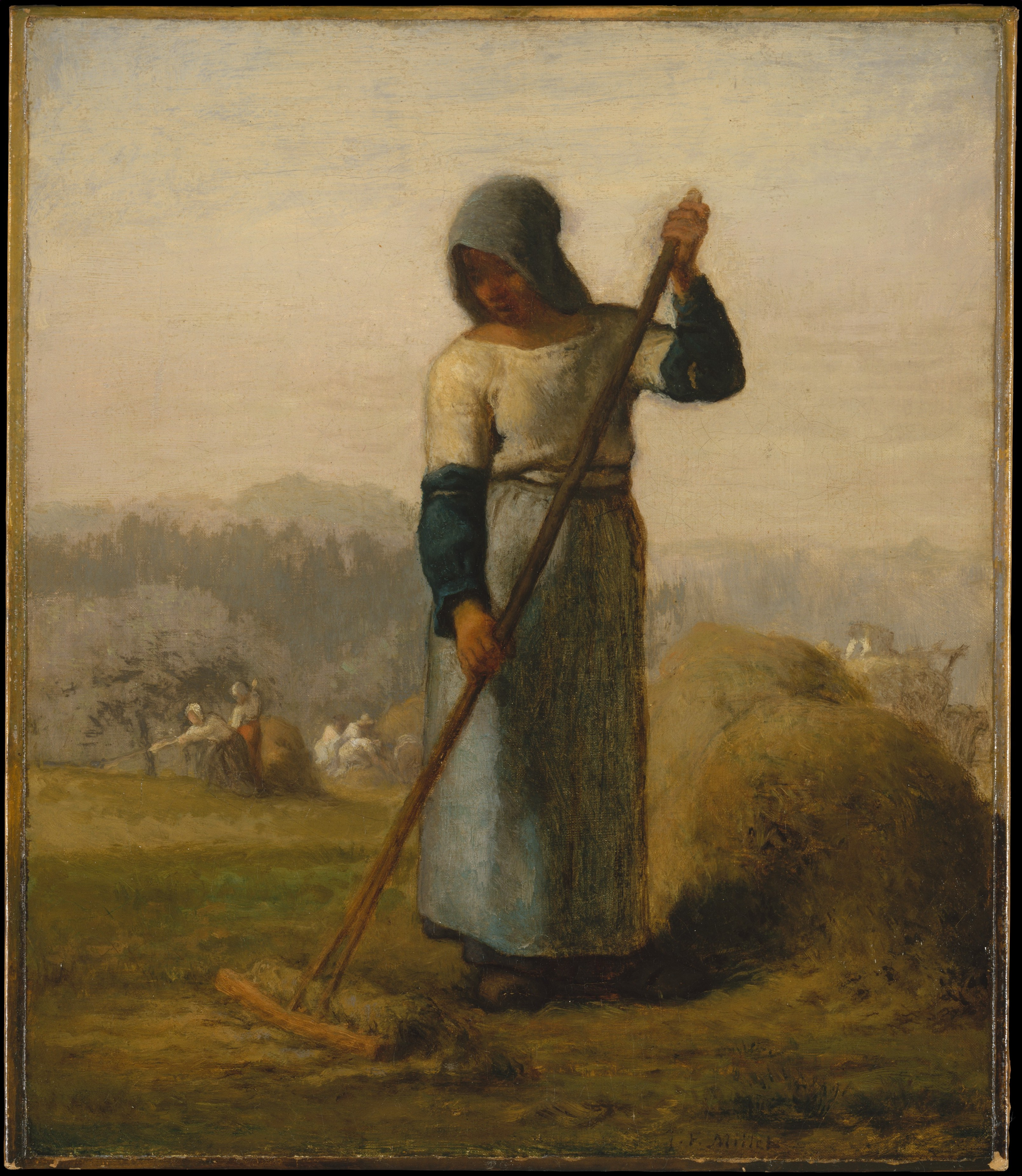
Femme avec un râteau, 1856-1857 Jean-François Millet New York, Metropolitan Museum of Art
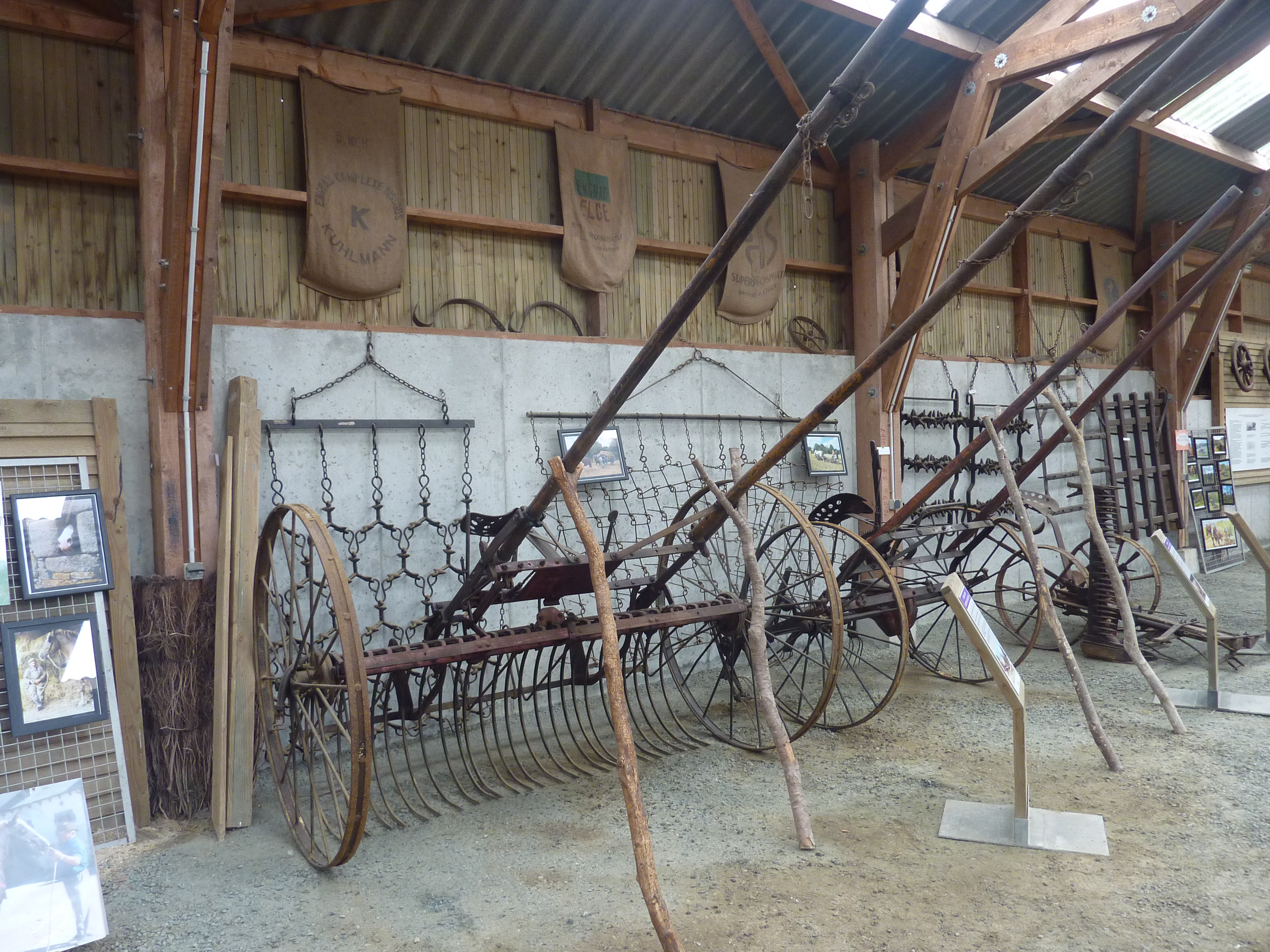
Râteaux à foin (décennie 1930, Écomusée de Plouigneau).

Mécanisation
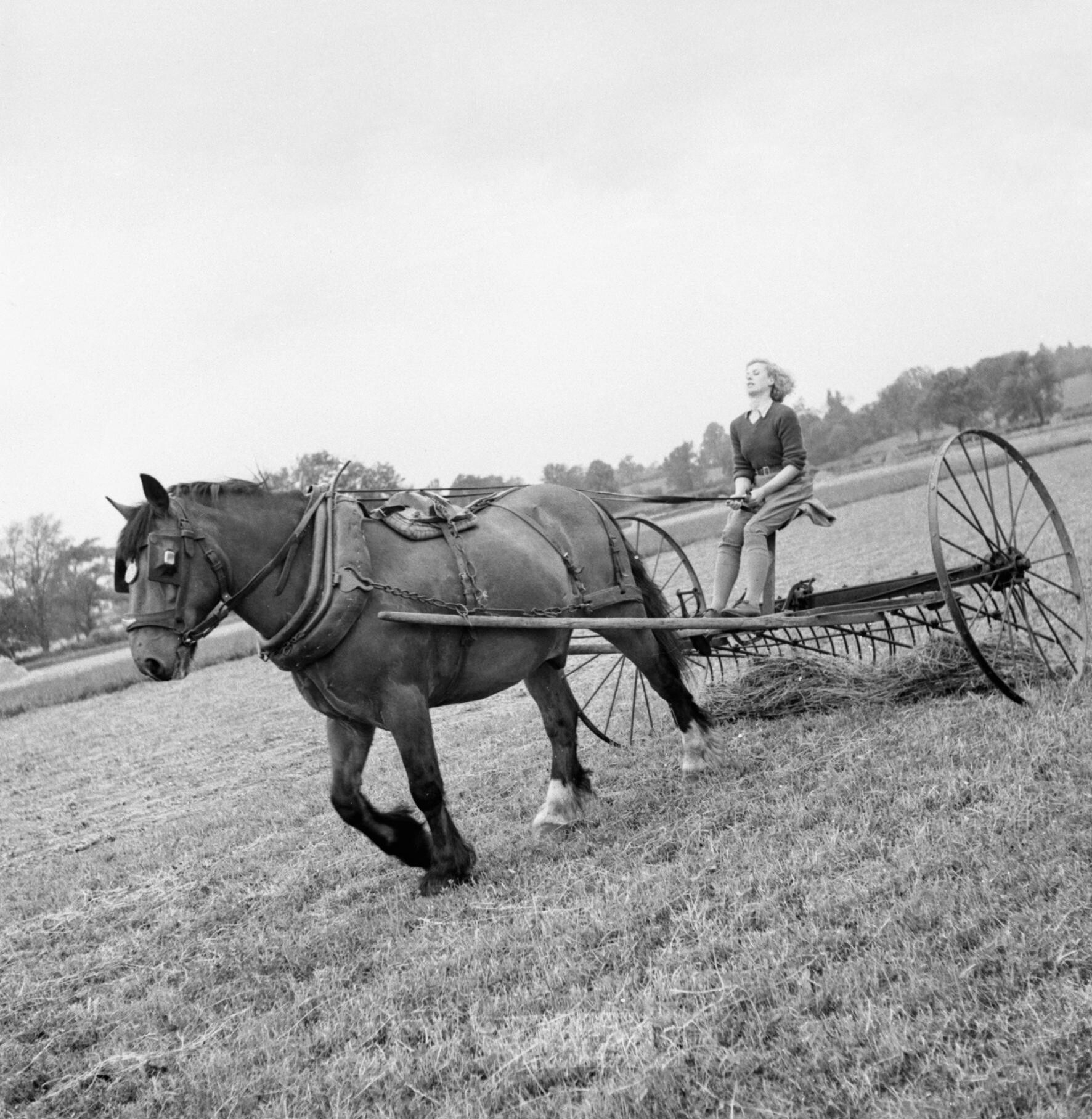
Râteau à décharge intermittente (râteleuse), une land girl (Women's land army) s'essaie à sa conduite, Angleterre, 1942
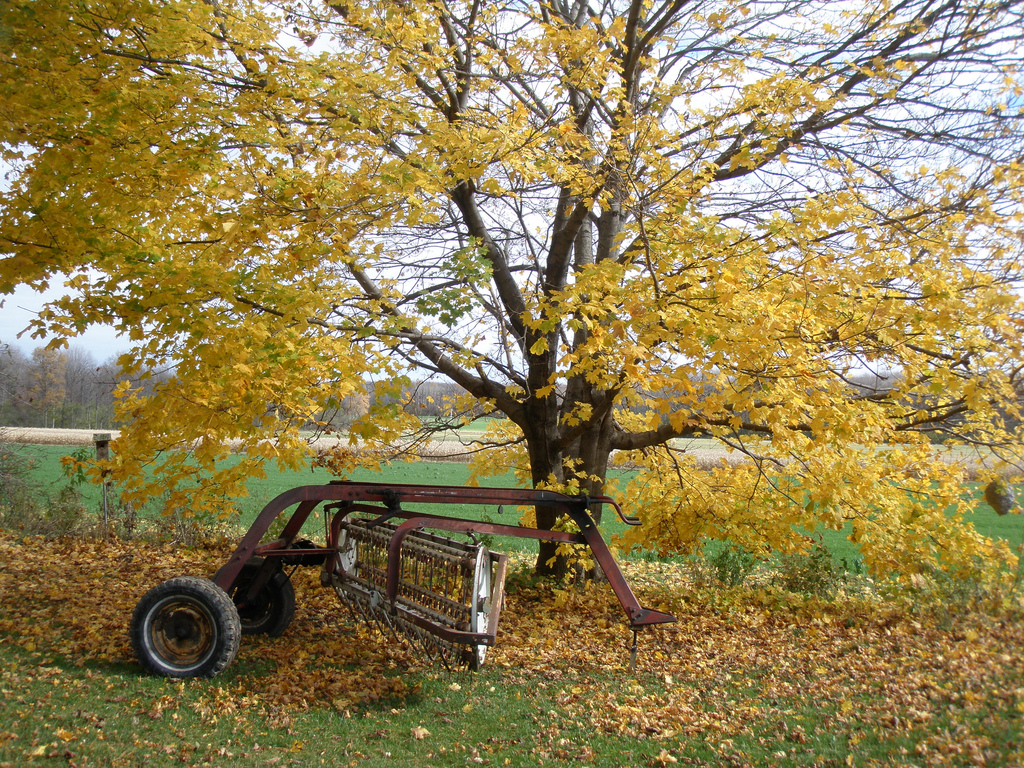
Rateau à décharge latérale (peignes sur un axe horizontal), années 1940-1950 Il pouvait être réglé en vire-andains (rateau-faneur).
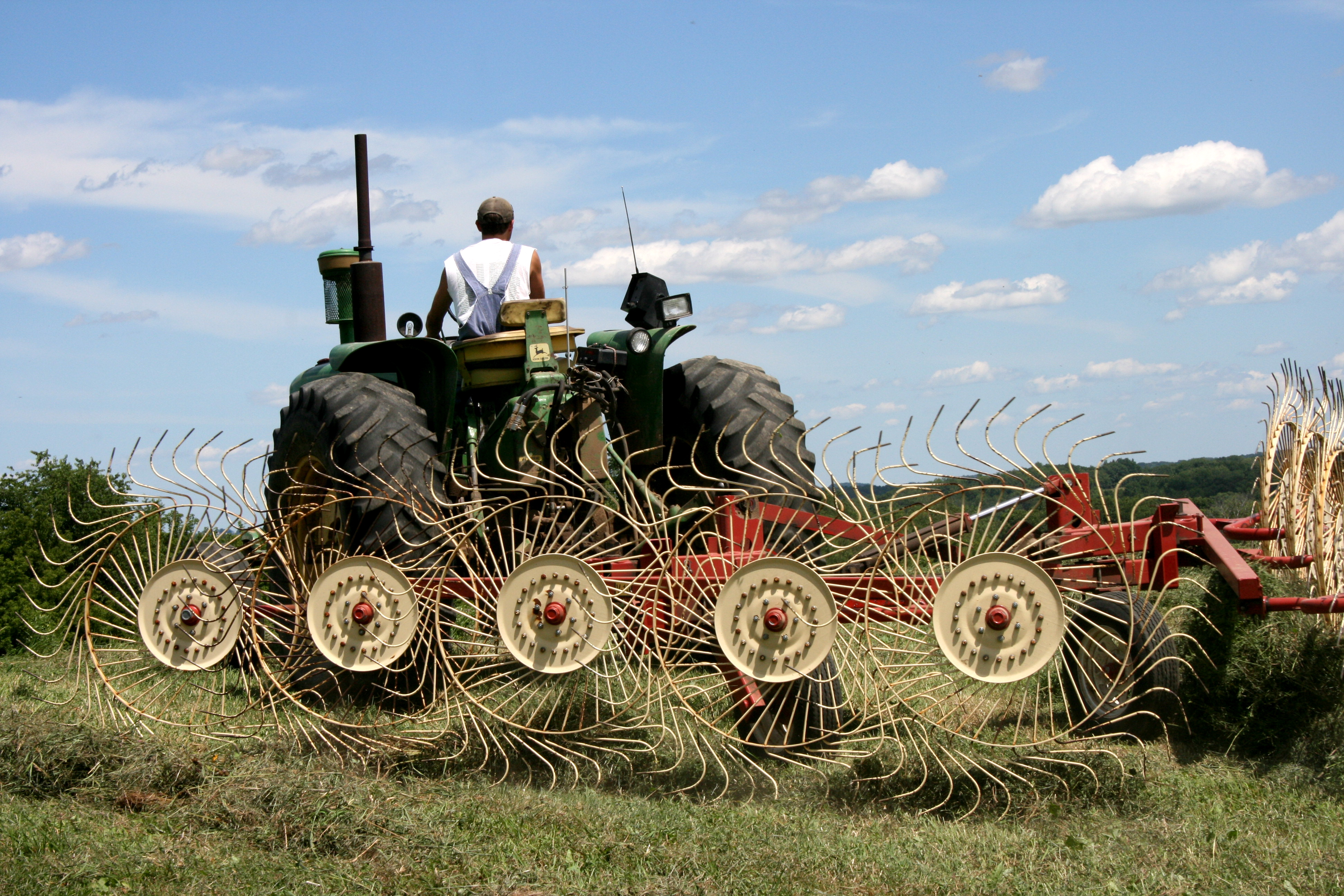
Râteau-andaineur double à disques (dits aussi soleils), 2009 Wisconsin, États-Unis
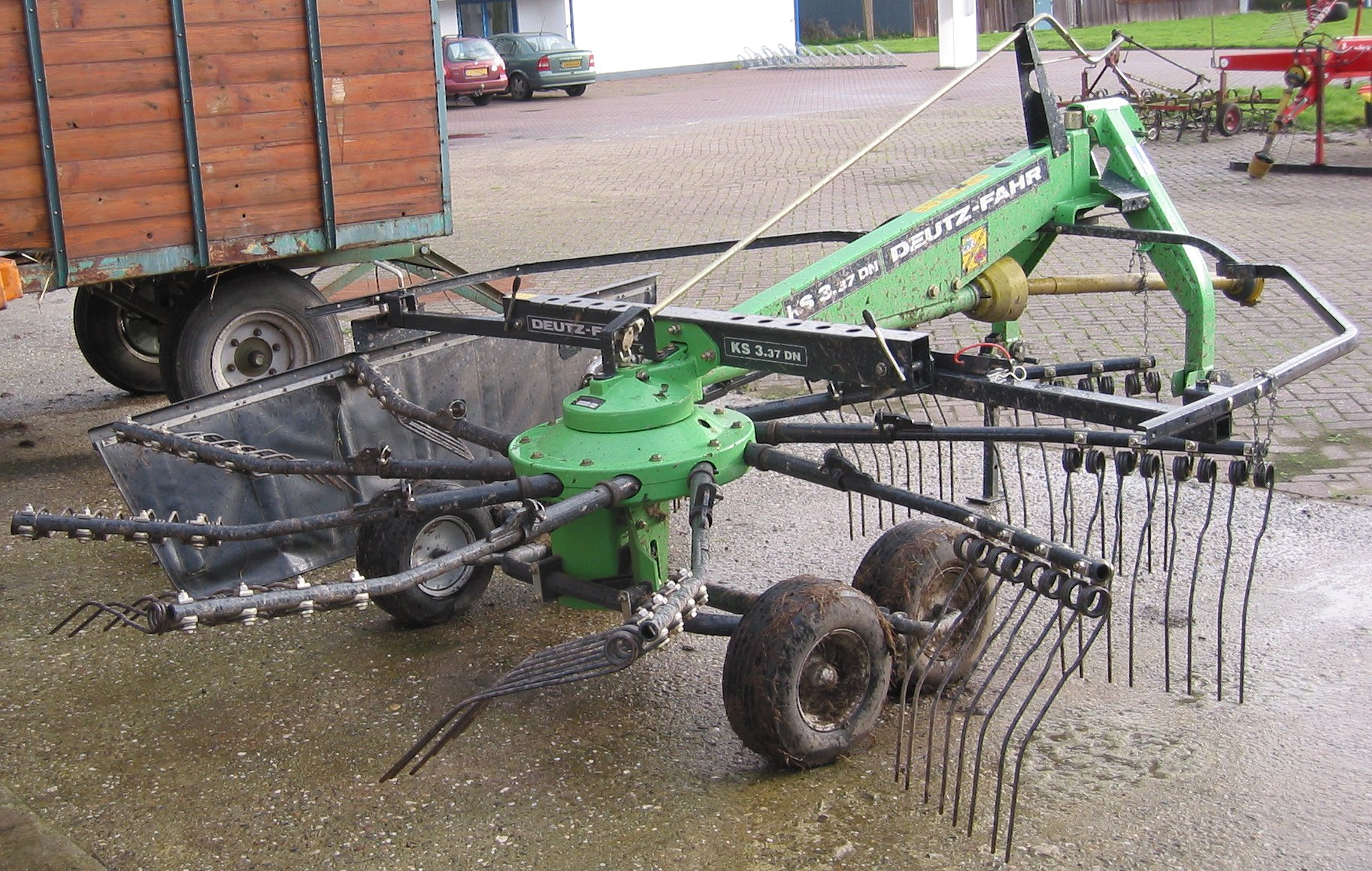
Râteau-andaineur moderne à décharge latérale (peignes montés sur un axe vertical)